# Strongylus equinus
Espèce
Strongylus equinus est une espèce de nématodes de la famille des Strongylidae. C'est l'espèce type du genre Strongylus et un parasite des chevaux. 
L'espèce a été introduite et naturalisée dans de nombreux pays, comme c'est le cas notamment en Nouvelle-Zélande (statut « introduit et naturalisé » du système de classification des menaces néo-zélandais).

## Publication originale
- (la) Müller, 1780, Zoologia danica, sev Animalivm Daniae et Norvegiae rariorvm ac minvs notorvm descriptiones et historia, vol. 2, pl. XLII (lire en ligne).